# Bretons spikkeldikkopje
Het Bretons spikkeldikkopje (Pyrgus armoricanus), vroeger ook oogvlekdikkopje, is een dagvlinder uit de familie Hesperiidae (dikkopjes). De imago heeft een voorvleugellengte van ongeveer 13 millimeter.

## Verspreiding
De soort komt voor in grote delen van Europa, westelijk Azië en Noord-Afrika, waaronder Zweden, Denemarken, België, Luxemburg, Duitsland, Zwitserland, Oostenrijk, Polen, Tsjechië, Slowakije, Hongarije, Oekraïne, Europees- en Aziatisch-Rusland, Frankrijk (vasteland en Corsica), Spanje, Italië (vasteland en Sardinië en Sicilië), Europees- en Aziatisch-Rusland, Kroatië, Bosnië en Herzegovina, Servië, Montenegro, Kosovo, Noord-Macedonië, Albanië, Roemenië, Moldavië, Bulgarije, Griekenland (vasteland en Kreta), Europees- en Aziatisch-Turkije, Armenië, Azerbeidzjan, Iran, Noordoost-Marokko en Noordwest-Algerije. 
Het Bretons spikkeldikkopje was in België als 'regionaal uitgestorven' gecatalogeerd, maar na meer dan zestig jaar afwezigheid werden tussen 23 augustus en 4 september 2013 opnieuw zes adulten waargenomen in de Gaume **, het uiterste zuiden van België. Het betreffen wellicht nakomelingen van zwervers uit zuidelijker gelegen plaatsen bij onze buurlanden, aangezien de soort daar in noordelijke opmars is door de klimaatverandering. Sedertdien wordt de soort nu jaarlijks waargenomen in België, zij het in zeer lage aantallen.  Uit Nederland is maar een waarneming bekend uit Bloemendaal, waarschijnlijk in de periode 1890-1900. De populaties rond Duinkerke in Noord-Frankrijk zijn wellicht uitgestorven. In de buurt van Saarland en in Denemarken worden wel nog waarnemingen gedaan. In Saarland zou sprake zijn van een flinke uitbreiding van het areaal. 

## Vliegtijd
Het Bretons spikkeldikkopje vliegt in twee generaties van half mei tot in juni en van augustus tot half september.

## Rups
De waardplanten komen uit het geslacht ganzerik, Helianthemum en Fragaria. De rups overwintert halfwassen.